# گلزارعلیا
گلزارعلیا(به کردی: قۆزڵوو سەروو، Qozllû Serû) روستایی از توابع بخش زیویه در شهرستان سقز است که در استان کردستان ایران قرار دارد.

## جمعیت
این روستا در دهستان امام واقع شده و براساس سرشماری سال ۱۳۸۵، جمعیت آن ۳۸۱ نفر (۹۳ خانوار) بوده‌است.